# Ceng Si-šeng
Ceng Si-šeng (čínsky pchin-jinem Zēng Xīshèng, znaky 曾希圣; 11. října 1904 – 15. července 1968) v roce 1922 vstoupil do Komunistického svazu mládeže (Communist Youth League of China). V roce 1924 vstoupil do vojenské akademie Whampoa a v roce 1926 se zúčastnil Severního pochodu. Byl dobrý v dešifrování nepřátelských zpráv a brzy si získal přízeň Mao Ce-tunga.
Od roku 1952 zastával pozici tajemníka Komunistické strany Číny v provincii An-chuej. Během Velkého skoku vpřed v roce 1958 podporoval velmi levicovou ideologii. V té době Ceng představil Maovi vysoké pece na výrobu oceli. Do roku 1961 bylo kolem 10 milionů lidí v provincii An-chuej na pokraji smrti hladem a několik milionů jich následně zemřelo. V roce 1962 podporoval systém tzv. odpovědnosti domácností (包产到户 bāochǎn dàohù), jehož cílem bylo zvýšit produktivitu práce během Velkého skoku. Systém měl domácnostem stanovit kvótu zemědělské produkce, kterou bylo nutné odvést státu. Tento systém podpořil i Teng Siao-pching. Během Kulturní revoluce byl tento systém označen za pravicově oportunistický. Systém byl zrevidován po Maově smrti Teng Siao-pchingem.
Na Konferenci 7000 osob začátkem roku 1962 byl Ceng kritizován za své názory a zbaven svých funkcí.